# Hardifort
Hardifort (en néerlandais : Hardevoort) est une commune française située dans le département du Nord, en région Hauts-de-France.

## Géographie

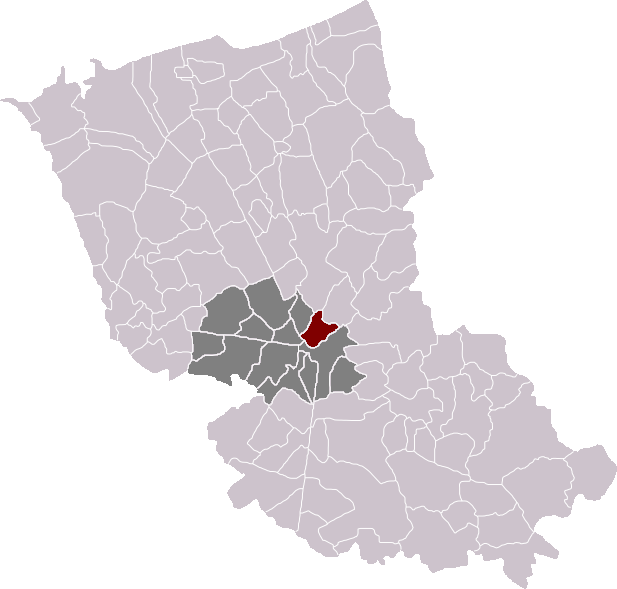
Hardifort dans son canton et son arrondissement.

### Situation
Situé à 26 km de Dunkerque et 53 km de Lille, Hardifort est un village au cœur de la Flandre.

### Communes limitrophes
| Ledringhem     | Wormhout  | Oudezeele |
| Zermezeele     | Hardifort |           |
| Wemaers-Cappel | Cassel    | Terdeghem |

### Hydrographie

#### Réseau hydrographique
La commune est située dans le bassin Artois-Picardie. Elle est drainée par la Sale Becque, la Becque d'Oudezeele Land Becque, le Hardifort et l'Oudezeele,,.
La Sale Becque, d'une longueur de 14 km, prend sa source dans la commune  et se jette  dans l'Yser à Herzeele, après avoir traversé quatre communes. 

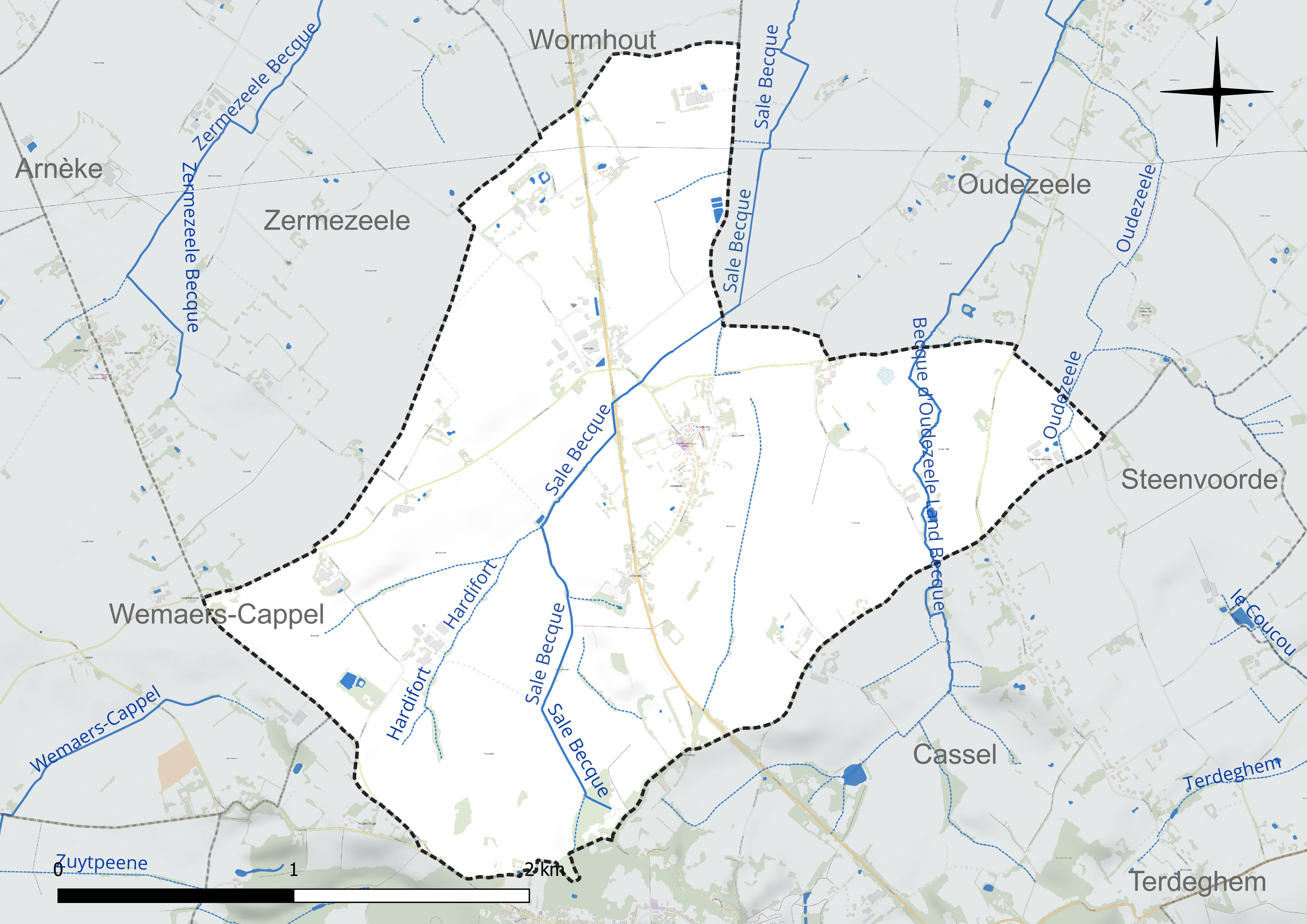
Réseau hydrographique d'Hardifort.

#### Gestion et qualité des eaux
Le territoire communal est couvert par le schéma d'aménagement et de gestion des eaux (SAGE) « Yser ». Ce document de planification concerne un territoire de 381 km2 de superficie, délimité par le bassin versant de l'Yser en France. Le périmètre a été arrêté le 8 novembre 2005 et le SAGE proprement dit a été approuvé le 30 novembre 2016. La structure porteuse de l'élaboration et de la mise en œuvre est l'Union syndicale d'aménagement hydraulique du Nord (USAN). 
La qualité des cours d'eau peut être consultée sur un site dédié géré par les agences de l'eau et l'Agence française pour la biodiversité. 

### Climat
Pour des articles plus généraux, voir Climat des Hauts-de-France et Climat du Nord.
En 2010, le climat de la commune est de type climat océanique altéré, selon une étude du CNRS s'appuyant sur une série de données couvrant la période 1971-2000. En 2020, Météo-France publie une typologie des climats de la France métropolitaine dans laquelle la commune est exposée à un climat océanique et est dans la région climatique  Côtes de la Manche orientale, caractérisée par un faible ensoleillement (1 550 h/an) ; forte humidité de l'air (plus de 20 h/jour avec humidité relative > 80 % en hiver), vents forts fréquents. 
Pour la période 1971-2000, la température annuelle moyenne est de 10,4 °C, avec une amplitude thermique annuelle de 13,8 °C. Le cumul annuel moyen de précipitations est de 796 mm, avec 12,7 jours de précipitations en janvier et 8,4 jours en juillet. Pour la période 1991-2020, la température moyenne annuelle observée sur la station météorologique la plus proche, située sur la commune de Steenvoorde à 7 km à vol d'oiseau, est de 11,2 °C et le cumul annuel moyen de précipitations est de 727,8 mm,. Pour l'avenir, les paramètres climatiques de la commune estimés pour 2050 selon différents scénarios d'émission de gaz à effet de serre sont consultables sur un site dédié publié par Météo-France en novembre 2022.

## Urbanisme

### Typologie
Au 1er janvier 2024, Hardifort est catégorisée commune rurale à habitat dispersé, selon la nouvelle grille communale de densité à sept niveaux définie par l'Insee en 2022.
Elle est située hors unité urbaine et hors attraction des villes,.

### Occupation des sols
L'occupation des sols de la commune, telle qu'elle ressort de la base de données européenne d'occupation biophysique des sols Corine Land Cover (CLC), est marquée par l'importance des territoires agricoles (100 % en 2018), une proportion identique à celle de 1990 (100 %). La répartition détaillée en 2018 est la suivante : 
terres arables (97,8 %), prairies (1,8 %), zones agricoles hétérogènes (0,3 %). L'évolution de l'occupation des sols de la commune et de ses infrastructures peut être observée sur les différentes représentations cartographiques du territoire : la carte de Cassini (XVIIIe siècle), la carte d'état-major (1820-1866) et les cartes ou photos aériennes de l'IGN pour la période actuelle (1950 à aujourd'hui).

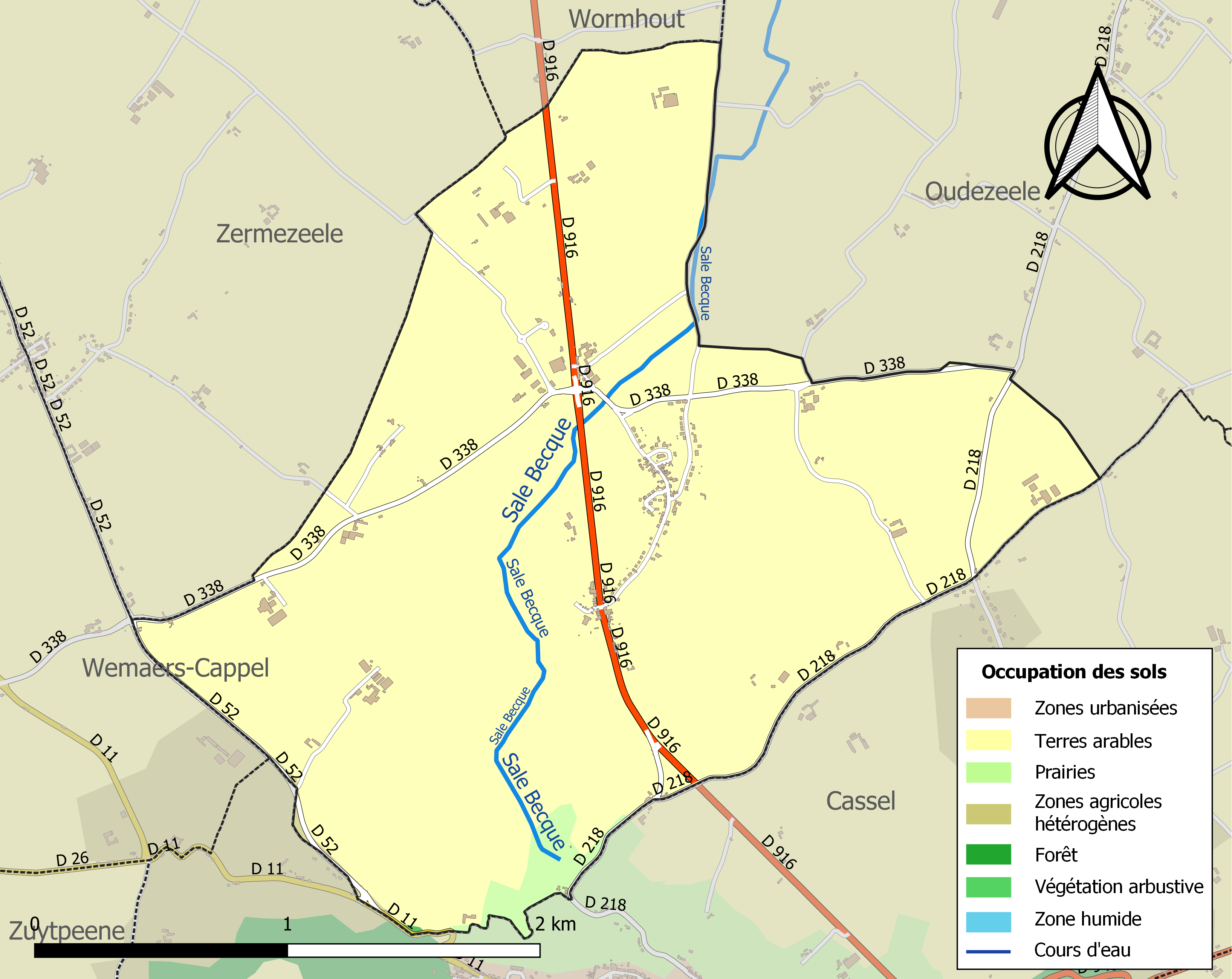
Carte des infrastructures et de l'occupation des sols de la commune en 2018 (CLC).

## Toponymie
Hardinfort (1140), Hardigford (1144), Hardingford (1148).
Hardifort serait Hardinga furdu, le gué des gens de Hardo (anthroponyme germanique).

## Histoire
Hardifort était située sur une ancienne route, peut-être voie romaine, allant de Cassel à la mer dans les environs de l'actuelle Zuydcoote, passant par Wylder, Hoymille, Téteghem.
En 1231, Gérard de Hardifort est cité dans une charte.
Vers 1241, le chevalier Baudouin de Hardinfort (Hardifort) a vendu au chapitre de chanoines de Cassel la dîme se prélevant à Zerminghezele (Zermezeele); le chapitre va lui-même vendre cette dîme au chapitre de Thérouanne.
Du point de vue religieux, la commune était située dans le diocèse de Thérouanne puis dans le diocèse d'Ypres, doyenné de Cassel.
Pendant la première guerre mondiale, Hardifort est une des communes avec Hondschoote, Abeele, Caestre, Godewaersvelde, Winnezeele, Oost-Cappel à faire partie du commandement d'étapes, c'est-à-dire un élément de l'armée, installé à Steenvoorde puis transféré à Rexpoëde, organisant le stationnement de troupes, comprenant souvent des chevaux, pendant un temps plus ou moins long, sur les communes dépendant du commandement, en arrière du front.

## Héraldique
|  | Les armes de Hardifort se blasonnent ainsi : « D'argent à trois cors de sable liés de gueules, virolés d'or, les embouchures à senestre. » |

## Politique et administration
Maire de 1802 à 1807 : Pronckaert,.
| Période                                  | Période      | Identité                                | Étiquette | Qualité     |
| ---------------------------------------- | ------------ | --------------------------------------- | --------- | ----------- |
| avant 1861                               | 1870         | Benoit Baelen                           |           |             |
| 1870                                     | 1871         | Louis Verryser                          |           |             |
| 1871                                     | 1876         | Henri Deman                             |           | Cultivateur |
| 1876                                     | 1878         | Benoit Baelen                           |           |             |
| 1878                                     | après 1880   | Pierre Louis Charles Alexandre Debuyser |           |             |
|                                          | 1883         | Alex. Debuyser                          |           |             |
| 1887                                     | 1888         | Henri Deman                             |           |             |
| 1888                                     | 1890         | Benoit Baelden                          |           |             |
| 1891                                     | 1898         | Henri Baelden                           |           |             |
| 1898                                     | 1908         | Henri Deman                             |           |             |
| 1908                                     | 1928         | Alidor Bellangier                       |           |             |
| 1928                                     | 1938         | Jules Crinquet                          |           |             |
| 1938                                     | 1954         | Rémi Bogaert                            |           |             |
| 1954                                     | 1977         | Albert Bellengier                       |           |             |
| 1977                                     | 1989         | Jean Bogaert                            |           |             |
| 1989                                     | janvier 2000 | Henri Denaes                            |           |             |
| mars 2001                                | En cours     | Bernard Delassus                        |           |             |
| 2020                                     | 2026         | Caroline Landtsheere                    |           |             |
| Les données manquantes sont à compléter. |              |                                         |           |             |

## Population et société

### Démographie

#### Évolution démographique
L'évolution du nombre d'habitants est connue à travers les recensements de la population effectués dans la commune depuis 1793. Pour les communes de moins de 10 000 habitants, une enquête de recensement portant sur toute la population est réalisée tous les cinq ans, les populations de référence des années intermédiaires étant quant à elles estimées par interpolation ou extrapolation. Pour la commune, le premier recensement exhaustif entrant dans le cadre du nouveau dispositif a été réalisé en 2006.

En 2022, la commune comptait 389 habitants, en évolution de +1,57 % par rapport à 2016 (Nord : +0,51 %, France hors Mayotte : +2,11 %).
| 1793 | 1800 | 1806 | 1821 | 1831 | 1836 | 1841 | 1846 | 1851 |
| ---- | ---- | ---- | ---- | ---- | ---- | ---- | ---- | ---- |
| 522  | 523  | 561  | 564  | 553  | 554  | 552  | 535  | 515  |

| 1856 | 1861 | 1866 | 1872 | 1876 | 1881 | 1886 | 1891 | 1896 |
| ---- | ---- | ---- | ---- | ---- | ---- | ---- | ---- | ---- |
| 496  | 529  | 538  | 591  | 564  | 539  | 559  | 527  | 520  |

| 1901 | 1906 | 1911 | 1921 | 1926 | 1931 | 1936 | 1946 | 1954 |
| ---- | ---- | ---- | ---- | ---- | ---- | ---- | ---- | ---- |
| 545  | 526  | 513  | 479  | 431  | 408  | 429  | 379  | 366  |

| 1962 | 1968 | 1975 | 1982 | 1990 | 1999 | 2006 | 2011 | 2016 |
| ---- | ---- | ---- | ---- | ---- | ---- | ---- | ---- | ---- |
| 395  | 345  | 328  | 338  | 360  | 366  | 399  | 381  | 383  |

| 2021 | 2022 | - | - | - | - | - | - | - |
| ---- | ---- | - | - | - | - | - | - | - |
| 395  | 389  | - | - | - | - | - | - | - |

#### Pyramide des âges
La population de la commune est relativement jeune.
En 2018, le taux de personnes d'un âge inférieur à 30 ans s'élève à 34,7 %, soit en dessous de la moyenne départementale (39,5 %). À l'inverse, le taux de personnes d'âge supérieur à 60 ans est de 25,4 % la même année, alors qu'il est de 22,5 % au niveau départemental.
En 2018, la commune comptait 192 hommes pour 191 femmes, soit un taux de 50,13 % d'hommes, légèrement supérieur au taux départemental (48,23 %).
Les pyramides des âges de la commune et du département s'établissent comme suit.
| Hommes | Classe d’âge | Femmes |
| ------ | ------------ | ------ |
| 0,5    | 90 ou +      | 0,0    |
| 3,8    | 75-89 ans    | 8,6    |
| 19,7   | 60-74 ans    | 18,2   |
| 24,1   | 45-59 ans    | 22,1   |
| 14,9   | 30-44 ans    | 18,6   |
| 22,2   | 15-29 ans    | 16,1   |
| 14,7   | 0-14 ans     | 16,3   |

| Hommes | Classe d’âge | Femmes |
| ------ | ------------ | ------ |
| 0,5    | 90 ou +      | 1,4    |
| 5,3    | 75-89 ans    | 8,1    |
| 14,8   | 60-74 ans    | 16,2   |
| 19,1   | 45-59 ans    | 18,4   |
| 19,5   | 30-44 ans    | 18,7   |
| 20,7   | 15-29 ans    | 19,1   |
| 20,2   | 0-14 ans     | 18     |

## Lieux et monuments

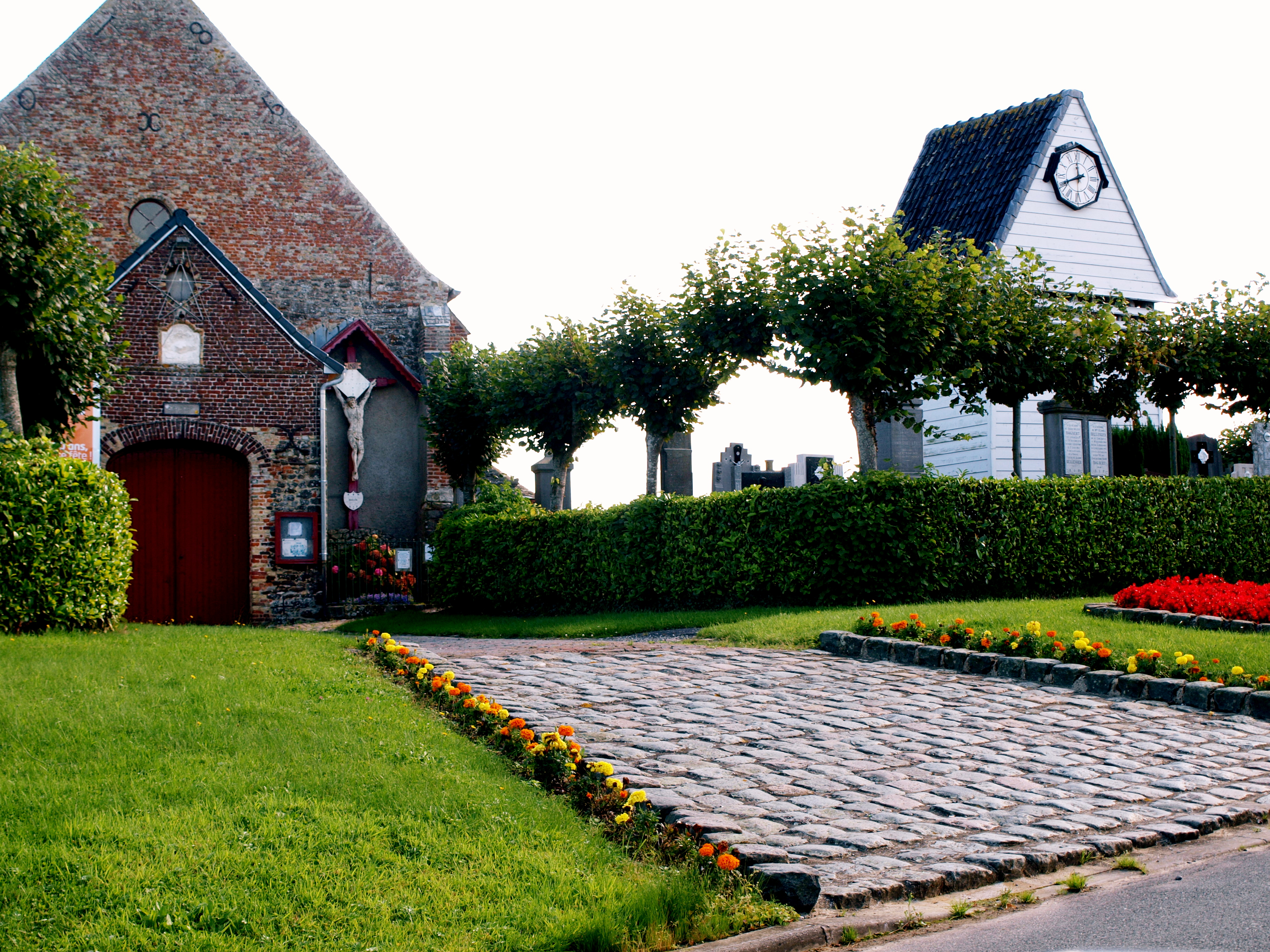
L'église et son klokhuis (septembre 2011)

Hardifort et son klokhuis, classé monument historique.
Le klokhuis, littéralement « maison des cloches », en néerlandais, a été construit à la suite de la destruction du clocher de l'église et devait rester provisoire. Il est situé à côté de l'église, encerclé par le cimetière.
Ce klokhuis est le seul de Flandre française avec celui de Eecke, commune située à 10 km de là.